# Liga Paulista de Futebol
La Liga Paulista de Futebol è stata la prima federazione calcistica del Brasile. Fu fondata a San Paolo il 19 dicembre 1901.

## Storia
Nell'aprile 1895 aveva avuto luogo la prima partita di calcio del Brasile, tra gli operai della São Paulo Railway Company e quelli della compagnia del gas. Negli anni seguenti nacquero diverse società, tra cui São Paulo Athletic Club e Mackenzie College; al fine di organizzare un campionato vero e proprio che si disputasse tra le formazioni con sede a San Paolo, São Paulo Athletic Club, Associação Atlética Mackenzie College, Sport Club Internacional (SP), Sport Club Germânia e Clube Atlético Paulistano si accordarono per istituire il campionato Paulista. Fu nominato presidente Antônio Casemiro da Costa e nel 1902 si svolse la prima edizione del torneo. Il São Paulo Athletic vinse i primi tre campionati, aggiudicandosi pertanto la prima coppa messa in palio dalla federazione. La LPF proseguì nella gestione del Paulistão fino al 1913, anno in cui la APEA iniziò a organizzare una competizione parallela. Gli anni dal 1917 al 1926 furono di gestione esclusiva della APEA, e la LPF riprese a controllare lo svolgimento del torneo statale nel 1935; nel 1941 fu creata la Federação Paulista de Futebol.